# Knipowitschia cameliae
Knipowitschia cameliae ist eine möglicherweise ausgestorbene Fischart aus der Familie der Grundeln. Sie ist/war in der Region des Donaudeltas in Rumänien heimisch.

## Merkmale
Knipowitschia cameliae erreichte eine Standardlänge von 30 bis 32 mm. Das Hochzeitskleid der Männchen war schwarz mit einem bläulichen Schimmern. Der Rücken war vor den Strahlen 1 bis 4 der zweiten Rückenflosse schuppenlos. Die Weibchen hatten graue Bäuche. 31 bis 34 Schuppenreihen waren auf dem Seitenlinienorgan angeordnet.

## Vorkommen, Lebensraum, Lebensweise
Knipowitschia cameliae ist nur von einer einzelnen, kleinen und flachen Brackwasserlagune in der Nähe von Portita südlich des Donaudeltas im Golovita-Sinoe-Razelm-Seenkomplex bekannt. Diese Lagune liegt hinter Sanddünen an der Küste und hat einen schlammigen Grund. Über die Lebensweise ist nichts bekannt geworden.

## Status
Die IUCN listet Knipowitschia cameliae in der Kategorie „vom Aussterben bedroht“ (möglicherweise ausgestorben). Der Letztnachweis war im Jahre 1994. Bei Exkursionen zur Lagune in den Jahren 1995 und 1998 konnten keine Exemplare dieser Art mehr gefunden werden.